# Kurt Waldheim
Kurt Josef Waldheim ( [ˈkʊɐ̯t ˈvaldhaɪm] (ajuda·info); St. Andrä-Wördern, Baixa Áustria, 21 de dezembro de 1918 – Viena, 14 de junho de 2007) foi um diplomata e político austríaco, Secretário-geral da ONU de 1972 a 1981 e Presidente da República da Áustria de 1986 a 1992.

## Passado nazi
De acordo com os Departamentos de Justiça e de Estado dos Estados Unidos, Waldheim participou da perseguição patrocinada pelos nazistas durante a Segunda Guerra Mundial. Eles têm evidências de que Waldheim participou, entre outras ações: na transferência de prisioneiros civis para as SS para exploração como trabalho escravo; a deportação em massa de civis – incluindo judeus das ilhas gregas e da cidade de Banja Luka, na Iugoslávia – para campos de concentração e de extermínio; a utilização de propaganda antissemita; os maus tratos e execuções de prisioneiros aliados; e execuções em represália de reféns e outros civis.
Durante a Segunda Guerra Mundial, foi capitão SA e participou da ocupação da Jugoslávia, com a Wehrmacht, como tradutor.[carece de fontes?]

## Secretariado-geral das Nações Unidas (1972-1981)
Foi eleito Secretário-geral da ONU em janeiro de 1972, posto onde se empenhou bastante nas intervenções da ONU para resolver crises, como a israelo-árabe. Foi reeleito para um segundo mandato em 1978. Realçou a necessidade de um desenvolvimento económico para os países mais pobres.
Também reagiu ao massacre dos hutus no Burundi, num relatório de junho de 1972, qualificando-o de genocídio. Esta matança havia feito mais de 80 000 mortos. Falha em obter um terceiro mandato, devido ao veto da China. Contudo, o seu secretariado é visto como um fracasso, pois a ONU saiu dos anos 70 mais paralisada e ineficaz do que entrara. Por fim, em 1982, o The New York Times revela o seu passado nazi.

## Presidência da república austríaca (1986-1992)
Em 1986 é eleito presidente da Áustria como candidato do ÖVP (Partido Popular Austríaco). Mas é então que o seu passado nazi ressurge. Ele reconhece ter pertencido a uma unidade responsável de atrocidades na Jugoslávia, recusa-se no entanto a demitir-se como lhe havia pedido o partido socialista. A maior parte dos estados europeus e os Estados Unidos consideram-no persona non grata.
O Congresso Judeu Mundial acusa-o de ter participado na deportação dos judeus de Grécia. Porém, em 1992, desistiu da reeleição e deixou ao cargo em 18 de julho do mesmo ano.

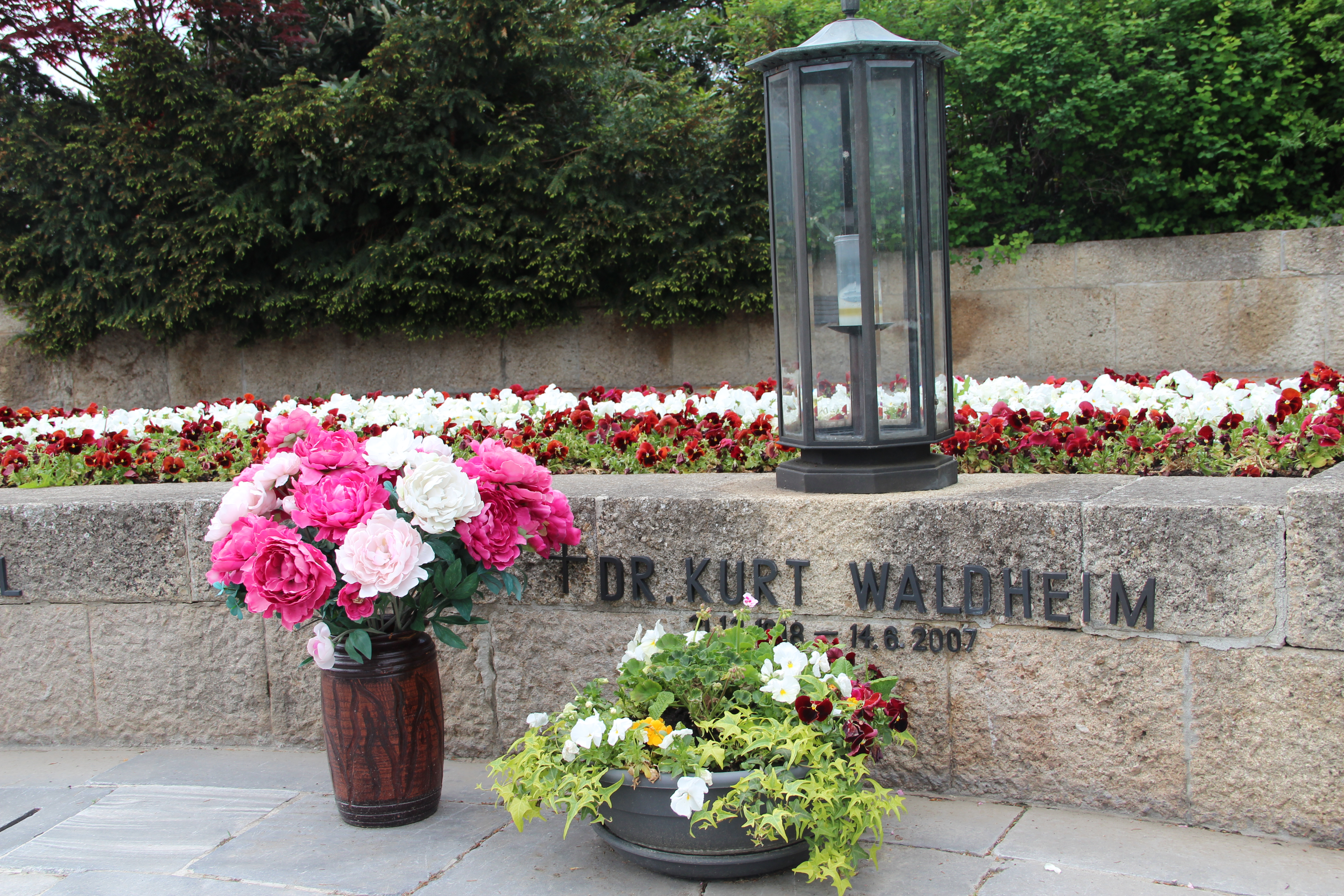
Sepultura de Kurt Waldheim no Cemitério Central de Viena

Faleceu em 14 de Junho de 2007, em Viena.